# Херон (остров)
Хе́рон (англ. Heron Island, «остров цапель») — небольшой рифовый остров в группе Каприкорн-энд-Банкер, южная часть Большого Барьерного рифа. Административно принадлежит штату Квинсленд, Австралия. Остров имеет примерный размер 800 на 300 метров, длина береговой линии — 1,8 км, высшая точка — 3,6 метра над уровнем моря, расстояние до материка — ок. 69 километров.

## История
Остров был открыт 11 или 12 января 1843 года экспедицией под командованием британца Фрэнсиса Блэквуда, состоящей из корвета Fly и куттера Brumble. Поскольку в задачи той экспедиции входило лишь общее картирование местности в целях безопасности прохода судов через рифы, то островок исследован не был, а имя ему дал корабельный натуралист Джозеф Битт Джукс, увидевший на побережье множество цапель.
До начала XX века постоянного населения не было, пока там не появились добытчики гуано, но особых прибылей они не получили и вскоре покинули остров. В 1932 году некий капитан Кристиан Полсен понял, что этот островок может стать хорошей туристической достопримечательностью, и купил его за 290 фунтов стерлингов. До 1977 года он и его потомки организовывали на Хероне платные экскурсии и рыбалку, хотя 11 сентября 1943 года бо́льшая часть острова была объявлена национальным парком. В 1947 году к острову начал ходить первый регулярный катамаран.
В 1977 году с Земли в космос были запущены американские космические аппараты Вояджер, которые несут в себе золотую пластинку со звуками и изображениями Земли. Одно из 116 изображений, призванных рассказать предполагаемому инопланетному разуму о нашей планете, представляет собой фотографию острова Херон.

### Наши дни
В настоящее время на острове организован курорт, которым владеет американская компания Delaware North. Основные услуги курорта — дайвинг и сноркелинг (более 20 точек), также сооружена «подводная комната» с прочными водонепроницаемыми стеклянными перегородками, где можно понаблюдать за морской жизнью изнутри. На острове единовременно могут находиться до 200 гостей (в 109 комнатах) и 100 сотрудников. На противоположном конце островка находится исследовательская станция Квинслендского университета, которая работает здесь с 1950 года и занимается экологическими проблемами коралловых рифов. К 2009 году станция состоит из девяти лабораторий, библиотеки, фотолаборатории, компьютерного зала, спального помещения на 80 человек и других строений. Восточная часть острова является частью национального парка Каприкорниа-Кэйс. В западной части Херона в отмели выкопан канал длиной около 370 метров и шириной от 30 до 65 метров, через который на остров прибывают катамараны с пассажирами из Гладстона. У входа в этот канал покоится проржавевший остов канонерской лодки «Защитник», которая была потоплена в 1943 году, а в 1946 году доставлена сюда как туристическая достопримечательность.
На острове отсутствуют источники питьевой воды, поэтому там работает небольшой завод по опреснению океанской. Электричество посетителям острова обеспечивают два дизельных генератора и солнечные батареи.

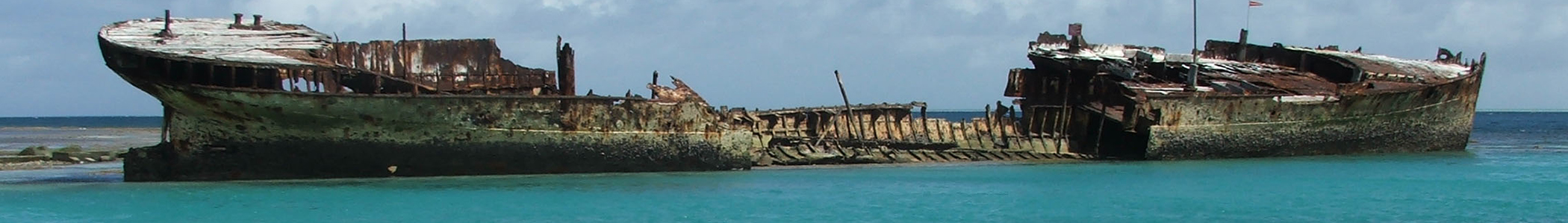
Канонерская лодка «HMAS Protector (1884)»

## Флора и фауна
Остров отличается удивительным биоразнообразием: в его водах описаны более 50 % из 1500 видов рыб всего Большого Барьерного рифа и 72 % видов кораллов Рифа.

В отличие от многих других коралловых островков, на Хероне присутствует значительный слой плодородной почвы, обеспеченный помётом клинохвостых буревестников, которые десятками тысяч прилетают сюда в период размножения на протяжении многих тысячелетий. Деревья острова достигают 11 метров в высоту.

Среди наиболее заметных растений острова можно выделить пизонию большую, пандан кровельный, казуарину хвощевидную, молочай.
Остров является ключевой орнитологической территорией, то есть местом, где под особой охраной находятся птицы. Помимо уже упоминавшихся клинохвостых буревестников здесь во множестве гнездятся малые крачки (с октября по апрель их прилетает более 70 тысяч особей). К постоянным обитателя Херона относят австралийскую чайку, восточную рифовую цаплю (именно она дала название острову), полосатого пастушка, медношейную полосатую горлицу, священную альциону, маскового сорокопутового личинкоеда и среброглазого козерога, который кроме острова Херон встречается лишь в единичных местах в этом же регионе.
Около острова во множестве водятся зелёные черепахи и логгерхеды, на нём встречаются малые крысы, но их так мало, что они не угрожают яйцам в гнёздах многочисленных птиц.
Кровососущие насекомые представлены в очень малом количестве.

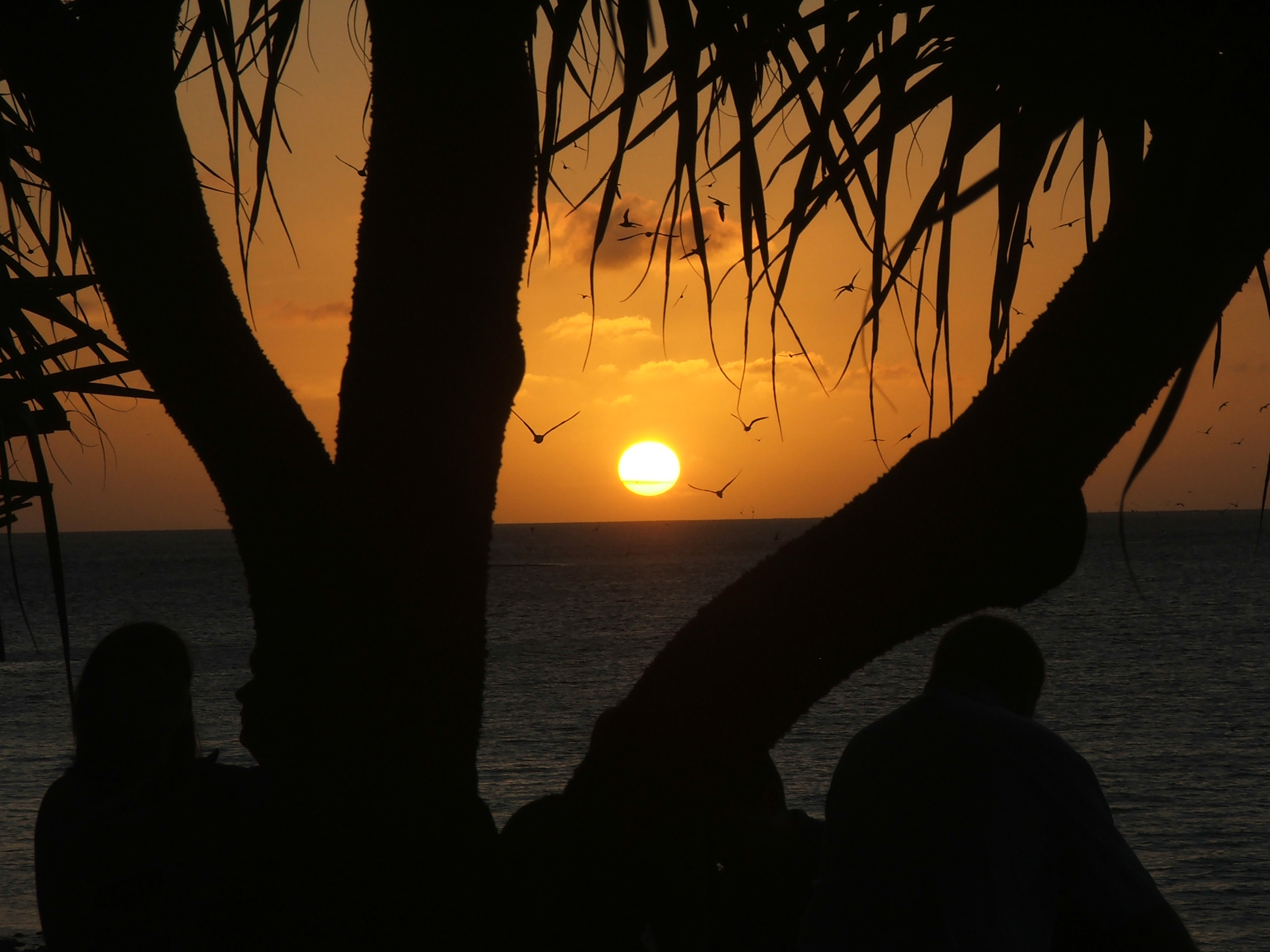
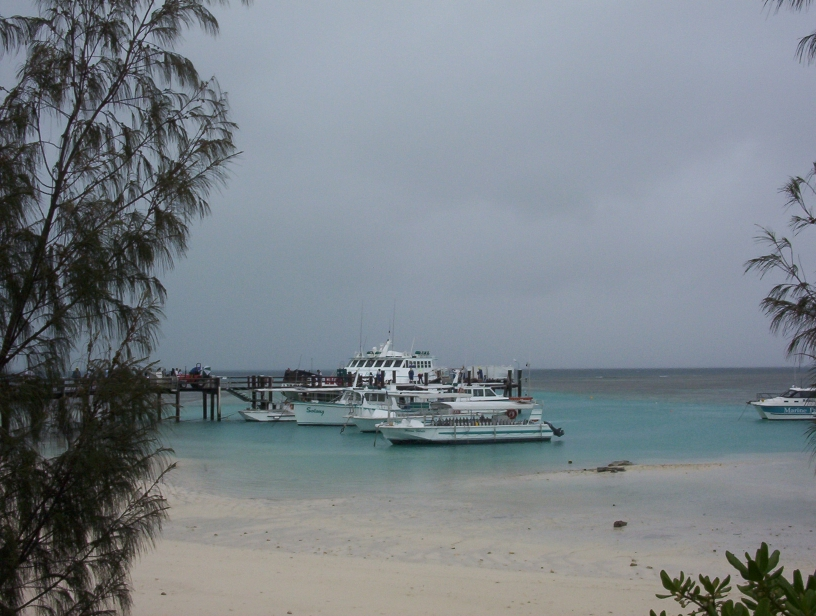
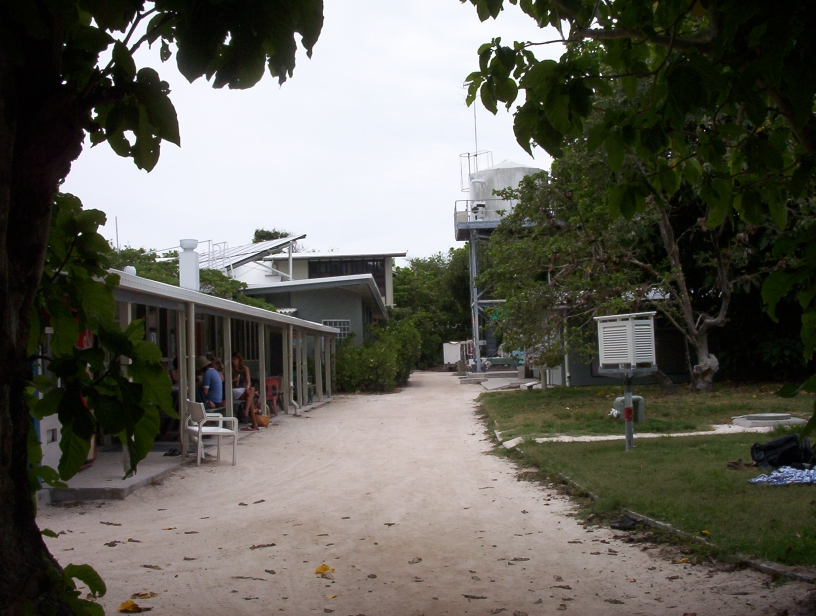